# ISO 3166-2:CL

Mapa de la división administrativa de Chile.

ISO 3166-2:CL es la serie de códigos ISO 3166-2 correspondiente a Chile.

## Códigos
| Código ISO | Sigla nacional | Nombre de la subdivisión                  |
| ---------- | -------------- | ----------------------------------------- |
| CL-AI      | AI             | Aysén del General Carlos Ibáñez del Campo |
| CL-AN      | AN             | Antofagasta                               |
| CL-AP      | AP             | Arica y Parinacota                        |
| CL-AR      | AR             | Araucanía                                 |
| CL-AT      | AT             | Atacama                                   |
| CL-BI      | BI             | Biobío                                    |
| CL-CO      | CO             | Coquimbo                                  |
| CL-LI      | OH             | Libertador General Bernardo O'Higgins     |
| CL-LL      | LL             | Los Lagos                                 |
| CL-LR      | LR             | Los Ríos                                  |
| CL-MA      | MG             | Magallanes y la Antártica Chilena         |
| CL-ML      | MA             | Maule                                     |
| CL-NB      | NB             | Ñuble                                     |
| CL-RM      | RM             | Metropolitana de Santiago                 |
| CL-TA      | TA             | Tarapacá                                  |
| CL-VA      | VA             | Valparaíso                                |